# 侧扁盘肠蚤
侧扁盘肠蚤（学名：Chydorus latus）为盘肠蚤科盘肠蚤属的动物。分布于欧洲、北美洲以及中国大陆的浙江、湖北等地，一般栖息于浅水湖泊沿岸区以及池塘等小型水域的草丛内。